# Randy Edmunds
Pour les articles homonymes, voir Edmunds.
Randy Edmunds est un homme politique (terre-neuvienne) canadien, il est élu député qui représente de la circonscription de Torngat Mountains à la Chambre d'assemblée de Terre-Neuve-et-Labrador lors de l'élection ténelienne du 11 octobre 2011.